# ZNF501
ZNF501 (англ. Zinc finger protein 501) – білок, який кодується однойменним геном, розташованим у людей на 3-й хромосомі. Довжина поліпептидного ланцюга білка становить 271 амінокислот, а молекулярна маса — 31 179.
| 10         |  | 20         |  | 30         |  | 40         |  | 50         |
| ---------- |  | ---------- |  | ---------- |  | ---------- |  | ---------- |
| MNSSQISLRM |  | KHGRVNMQKK |  | PSKCSECGKF |  | FTQRSSLTQH |  | QRIHRGEKPY |
| VCSECGSCFR |  | KQSNLTQHLR |  | IHTGEKPYKC |  | NECEKAFQTK |  | AILVQHLRIH |
| TGEKPYKCNE |  | CGKAFCQSPS |  | LIKHQRIHTG |  | EKPYKCTECG |  | KAFSQSICLT |
| RHQRSHSGDK |  | PFKCNECGKA |  | FNQSACLMQH |  | QRIHSGEKPY |  | TCTECGKAFT |
| QNSSLVEHER |  | THTGEKLYKC |  | SECEKTFRKQ |  | AHLSEHYRIH |  | TGEKPYECVG |
| CGKSFRHSSA |  | LLRHQRLHAG |  | E          |  |            |  |            |

A: Аланін

C: Цистеїн

D: Аспарагінова кислота

E: Глутамінова кислота

F: Фенілаланін

G: Гліцин

H: Гістидин

I: Ізолейцин

K: Лізин

L: Лейцин

M: Метіонін

N: Аспарагін

P: Пролін

Q: Глутамін

R: Аргінін

S: Серин

T: Треонін

V: Валін

Задіяний у таких біологічних процесах, як транскрипція, регуляція транскрипції, альтернативний сплайсинг. 
Білок має сайт для зв'язування з іонами металів, іоном цинку, ДНК. 
Локалізований у ядрі.